# Mésorégion métropolitaine de Porto Alegre
La mésorégion métropolitaine de Porto Alegre est une des sept mésorégions du Rio Grande do Sul, au Brésil. Elle est formée par l'association de quatre-vingt-dix-huit municipalités regroupées en six microrégions. Elle recouvre une aire de 29 734,982 km2 pour une population de 5 168 413 habitants (IBGE - 2005). Sa densité est de 173,8 hab./km2. Son IDH est de 0,822 (PNUD/2000). Elle est limitrophe de l'État de Santa Catarina.

## Économie
L'influence du secteur du tabac est importante, de même que la présence de l'industrie textile. La région comporte de grandes entreprises de production de biens électroménagers. Du côté de l'économie rurale, les élevages de porcs, de chevaux et de poulets à viande dominent. Le niveau de vie y est élevé, et y est le plus haut de tout l'État.

## Géographie
Le relief est composé de plaines inondables le long du littoral et de steppes et de prairies autour de Porto Alegre. Le rio Jacuí est le fleuve le plus important de la région. Comme il possède un grand parcours navigable, de grandes villes se sont développées sur ses rives. Elle borde la Lagoa dos Patos et l'océan Atlantique.

## Microrégions[1]
- Camaquã
- Gramado-Canela
- Monténégro
- Osório
- Porto Alegre
- São Jerônimo

## Mésorégions limitrophes
- Centre-Est du Rio Grande do Sul
- Nord-Est du Rio Grande do Sul
- Sud-Est du Rio Grande do Sul
- Sud de Santa Catarina (Santa Catarina)